# Коровин, Николай Аркадьевич
Николай Аркадьевич Коровин (1920—1957) — лётчик-испытатель Государственного Краснознамённого научно-испытательного института ВВС, участник Великой Отечественной войны, подполковник (1956), Герой Советского Союза (посмертно).

## Биография
Родился в селе Галаново ныне Каракулинского района Удмуртской Республики. По национальности — русский. В 1935 году окончил 6 классов школы, работал в колхозе. После жил в Сарапуле, был курсантом сарапульского аэроклуба.
Призван в армию в декабре 1938 года. В 1939 году окончил Пермскую военную авиационную школу лётчиков, в 1940 году — Сталинградскую военную авиационную школу лётчиков. Был на лётно-инструкторской работе: в Слонимской ВАШЛ (в 1940—1941 годах), в Полтавской ВАШЛ (в январе-августе 1941 года), в Оренбургской ВАШЛ (в 1941—1944 годах).
Участник Великой Отечественной войны: в марте-апреле 1944 — лётчик 91-го гвардейского штурмового авиационного полка, в апреле-мае 1945 — лётчик 92-го гвардейского штурмового авиационного полка. Сражался на 2-м Украинском фронте. Участвовал в освобождении Западной Украины, Венгрии, Чехословакии и Австрии. Совершил 66 боевых вылетов на штурмовике Ил-2.
После войны продолжал службу в строевых частях ВВС (в Одесском военном округе). В 1950 году окончил Высшие офицерские лётно-тактические курсы ВВС в Таганроге.
С 1951 года — на лётно-испытательной работе в Государственном Краснознамённом научно-испытательном институте ВВС. Провёл государственные испытания сверхзвукового истребителя МиГ-19 в 1955 году, ряд других сложных испытаний самолётов-истребителей. Жил на станции Чкаловская (ныне посёлок Чкаловский в черте города Щёлково) Московской области.
Погиб 8 августа 1957 года при выполнении испытательного полёта на опытном истребителе-перехватчике с жидкостно-реактивным двигателем Е-50.
Это был третий прототип перехватчика — Е-50/3. Он был построен в апреле этого же года на заводе № 21 и отличался от предшественника увеличенным на 104 кг запасом топлива и удлинённым воздухозаборником (ВЗУ) с острой передней кромкой.
Как показало расследование, в тот день вылет самолёта задержался на аэродроме ЛИИ из-за большой загруженности ВПП. За время ожидания разрешения на вылет, видимо, в камере сгорания ЖРД скопился один из компонентов топлива (скорее всего, окислитель — агрессивнейшее вещество), и в момент его запуска произошёл взрыв, повредивший систему управления самолётом. Лётчик катапультировался, но не сработал механизм расцепки кресла и лётчика. Сбросив перчатки, Николай Аркадьевич пытался голыми руками вытянуть заевший тросик, но всё оказалось тщетным.

## Награды
- Медаль «Золотая Звезда» (посмертно, указ от 09.09.1957).
- Орден Ленина (посмертно).
- Орден Красного Знамени.
- Орден Отечественной Войны 1-й степени.
- Два Ордена Красной Звезды.

## Память
Похоронен на воинском кладбище около станции Чкаловская. На доме, где жил герой, установлена мемориальная доска.